# Oberbefehlshaber der Streitkräfte der Republik Kroatien

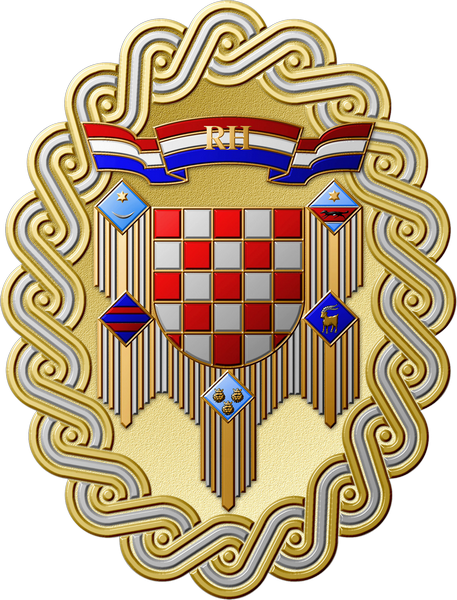
Das Emblem des Präsidenten als Oberbefehlshaber der Streitkräfte der Republik Kroatien

Der Oberbefehlshaber der Streitkräfte der Republik Kroatien ist nach der Verfassung der Republik Kroatien der amtierende Staatspräsident der Republik Kroatien (hier eine Auflistung). 

## Aufgaben
Der Präsident der Republik ernennt und entlässt im Einklang mit dem Gesetz die Militärbefehlshaber. Auf Basis der Entscheidung des kroatischen Parlaments (Sabor) erklärt der Präsident den Krieg und schließt Frieden. Im Falle der akuten Gefährdung der Unabhängigkeit, der Einheit und der Existenz des Staates kann der Präsident der Republik bei Mitunterzeichnung durch den Ministerpräsidenten den Einsatz der Streitkräfte anordnen, auch wenn der Kriegszustand nicht ausgerufen wurde. 

## Befehlsstruktur
Im Frieden wird der Befehl über die Kroatischen Streitkräfte durch den Minister der Verteidigung ausgeübt. Er ist gegenüber dem Oberbefehlshaber verantwortlich für die Ausführung der Befehle und informiert ihn darüber. Wenn der Staat unmittelbar gefährdet und im Kriegsfall ist, erteilt der Oberbefehlshaber die Befehle direkt dem Vorsitzenden des Generalstabs und benachrichtigt gleichzeitig den Minister der Verteidigung über die herausgegebenen Befehle. Der Vorsitzende des Generalstabs ist in diesem Fall gegenüber dem Oberbefehlshaber für die Ausführung der Befehle verantwortlich. Wenn der Verteidigungsminister die Befehle des Oberbefehlshabers verweigert, kann der Oberbefehlshaber die Ausführung der Befehle geradlinig über den Vorsitzenden des Generalstabs verwirklichen.